# Jan Tristan
Jan Tristan, fr. Tristan de Damiette (ur. 8 kwietnia 1250 w Damietcie, obecnie w Egipcie  – zm. 3 sierpnia 1270 w Tunisie) – hrabia Nevers od 1265 i Valois od 1269.

## Życiorys
Syn króla Francji Ludwika IX i Małgorzaty Prowansalskiej. 1 czerwca 1265 poślubił Jolantę, córkę i dziedziczkę hrabiego Nevers. Towarzyszył swojemu ojcu, w VII wyprawie krzyżowej, ale francuska armia padła ofiarą epidemii - Jan Tristan i jego ojciec zmarli. Wdowa po Janie Tristanie w 1272 poślubiła Roberta III Flandryjskiego.